# Ziyu He
Ziyu He (Qingdao, 29 april 1999) is een Oostenrijks violist van Chinese afkomst.

## Biografie
Hij startte op vijfjarige leeftijd met het bespelen en studeren van viool. Hij verhuisde in 2011 naar Salzburg. Op 15-jarige leeftijd won hij Eurovision Young Musicians 2014.